# Eugenio de Angulo y Agustí
Eugenio de Angulo y Agustí fue un catedrático español.

## Biografía
Natural de Barcelona, tomó en 1846 el título de regente de segunda clase y en 1871, el de bachiller en Artes y perito agrónomo.
En 1854 fue nombrado catedrático, en propiedad, del segundo año de Matemáticas en la Escuela Industrial y de Náutica de Málaga. Lo trasladaron a Valencia en 1856, en cuyo instituto de segunda enseñanza desempeñó la cátedra del segundo año de Matemáticas.

## Obras
Escribió las siguientes obras:
- Elementos de aritmética y álgebra (1881);
- Tratado de geometría elemental y trigonometría rectilínea (1882), junto con José Angulo y Morales;
- «Programa de aritmética y álgebra»; y
- «Programa de geometría elemental y trigonometría rectilínea»